# William Ruddiman
William F. Ruddiman (Washington D.C., 8 januari 1943) is een Amerikaans paleoklimatoloog. Hij is emeritus hoogleraar aan de Universiteit van Virginia. Ruddiman is als onderzoeker met name bekend geworden om zijn stelling dat de mens al in het vroege Holoceen het klimaat begon te beïnvloeden. Door het kappen van bossen en het ontwikkelen van landbouw zou de Aarde al vanaf 8000 jaar geleden zijn opgewarmd. Deze hypothese staat wel bekend als de Vroeg Antropoceen-hypothese, om daarmee het verschil aan te geven met de definitie van het Antropoceen volgens Crutzen, waarbij het Antropoceen pas in de 19e eeuw begon.
Verder heeft Ruddiman veel gewerkt aan de relatie tussen geologische processen, zoals gebergtevorming, en klimaatverandering. Samen met Maureen Raymo ontwikkelde hij de hypothese die het optreden van de Laat Cenozoïsche ijstijd deels toeschrijft aan de vorming van het Tibetaans Hoogland en andere gebergtes gedurende de Alpiene orogenese. Tevens is volgens hem het huidige moessonklimaat in India een rechtstreeks gevolg van de tektonische opheffing van de Himalaya en het Tibetaans Hoogland.